# Frankrike i olympiska vinterspelen 1924
Frankrike deltog i olympiska vinterspelen 1924. Frankrikes trupp bestod av 43 idrottare varav 41 var män och 2 var kvinnor. Den äldsta idrottaren i Frankrikes trupp var Philippe Payot (30 år, 37 dagar) och den yngsta var Charles Lavaivre (18 år, 348 dagar).

## Medaljer

### Brons
- Konståkning
  - Par: Andrée Joly och Pierre Brunet
- Curling
  - Herrar: Georges André, Armand Bénédic, Pierre Canivet och Fernand Cournollet
- Militärpatrull
  - Stafett herrar: André Vandelle, Camille Mandrillon, Georges Berthet och Maurice Mandrillon

## Trupp
- Bob
  - Henri Aldebert
  - Antony Berg
  - Jean de Suarez d'Aulan
  - Gabriel Izard
  - Jacques Jany
  - Émile Legrand
  - Fernand Legrand
  - Georges André (Deltog även i curling)
- Längdskidåkning
  - André Blusset
  - Denis Couttet
  - André Médy
  - André Perrin
  - Édouard Pouteil-Noble
  - André Vandelle (Deltog även i nordisk kombination och backhoppning)
  - Martial Payot (Deltog även i nordisk kombination och backhoppning)
  - Gilbert Ravanel (Deltog även i militärpatrull, nordisk kombination och backhoppning)
- Nordisk kombination
  - André Vandelle (Deltog även i längdskidåkning och backhoppning)
  - Martial Payot (Deltog även i längdskidåkning och backhoppning)
  - Gilbert Ravanel (Deltog även i militärpatrull, längdskidåkning och backhoppning)
- Curling
  - Georges André (Deltog även i bob)
  - Armand Bénédic
  - Pierre Canivet
  - Fernand Cournollet
- Konståkning
  - Pierre Brunet
  - Andrée Joly
  - André Malinet
  - Charles Sabouret
  - Simone Sabouret
- Ishockey
  - André Charlet
  - Pierre Charpentier
  - Jacques Chaudron
  - Raoul Couvert
  - Alfred de Rauch
  - Maurice del Valle
  - Charles Lavaivre
  - Jean-Joseph Monnard
  - Calixte Payot
  - Philippe Payot
  - Albert Hassler (Deltog även i skridsko)
  - Léonhard Quaglia (Deltog även i skridsko)
- Militärpatrull
  - Georges Berthet
  - Camille Mandrillon
  - Maurice Mandrillon
  - André Vandelle (Deltog även i nordisk kombination, längdskidåkning och backhoppning)
- Backhoppning
  - Kléber Balmat
  - Louis Albert
  - Martial Payot (Deltog även i längdskidåkning och nordisk kombination)
  - Gilbert Ravanel (Deltog även i längdskidåkning och nordisk kombination)
- Skridsko
  - Albert Hassler (Deltog även i ishockey)
  - Léonhard Quaglia (Deltog även i ishockey)
  - George de Wilde
  - André Gegout